# Baudouin Oosterlynck
Baudouin Oosterlynck (Kortrijk, 19 de setembre de 1946) és un artista belga que treballa en l'àmbit de la instal·lació sonora i la performance, però també en l'àmbit del dibuix. Va estudiar a la Universitat de Louvain. Actualment viu i treballa a la vora de Brussel·les.

## Obres
Com a compositor, Oosterlynck es va dedicar principalment a inventar noves maneres d'escoltar i de fer visible la música. L'artista ho aconsegueix a través de les performances on es comporta com un mag, fent de l'acte d'escoltar la música un ritual.
Com diuen els investigadors de la seva obra els preparatius per les performance formen part de l'obra mateixa: "Les seves partitures - dibuixos elaborats abans de l'execució de les peces descriuen la posada en situació,[…] la posició del cos respecte de l'espai i de la font sonora".
S'ha editat l'obra musical d'Oosterlynck en una recopilació en quatre CDs sota el títol Oeuvres de 1975-1978.
Es poden escoltar algunes de les seves obres a la web de Metaphon, com a Défoulement Préparé o Refuge.

## Exposicions

### Individuals
Algunes de les seves exposicions individuals més importants són:

- 1978: Galeria New Reform, Aalst
- 1985: Galeria Plus Kern, Brussel·les
- 1986: Fundació Joan Miró, Espai 10, Barcelona; "Vooruit Initiatief d'amis", Gant
- 1992: Artothek Kassel
- 1999: Centre d'Art Contemporain, Vassivière
- 2006: Nat.Univ.of Singapore - Exhibition Hall Architecture Créaction d'un Pavillon d'écoute, collaboration
- 2008: Happy New Ears Festival Kortrijk - Lille Journée
- 2009: Ecoute voir! - Cernier-Neuchâtel

### Col·lectives
Algunes de les seves exposicions col·lectives més importants van ser:

- 1979: Museum Van Hedendaagse Kunst, Anvers
- 1980: Museum of Modern Art, Nova York
- 1981: "Bru'81", Brussel·les
- 1982: PNT Tienen
- 1983: Speeloven'83
- 1984: Centre d'Art contemporani, Brussel·les; "De Brakke Grond", Amsterdam; "Sis Dies d'Art Actual" Barcelona
- 1985: De Warande Turnhout; Baptisteri de Pisa; Espace 251, Lieja; "Time Based Arts", Amsterdam; "Location's" Brussel·les
- 1986: "Inititiatief d'Amis", Vooruit Gant
- 1987: Tussen In" Kanaal, Kortrijk
- 1989: "Signe et Ecriture", Maison de la Culture, Arlon
- 1991: "Dialogue sur l'herbe", Beuningen
- 1992: 10 ans de "Musiques et de Recherches", Brussel·les
- 1993: Foire de Bruxelles, C. von Scholz et Galerie de Marsella
- 1993: Galerie Lara Vinci, París - "Sculptures sonores"
- 1994: Galerie Lara Vinci, París - "Performances"
- 1995: Ludwig Museum, Koblenz
- 1996: Gemeente Museum, Sittard
- 1998: Conférence, "Musique Traversière", Namur
- 1999: "Vents du Sud", Lieja
- 2000: "Vents du Sud" Estònia
- 2001: Kunst & Zwalm
- 2002: Archipel Gènova
- 2003: "LAT" Kortrijk
- 2004: "Transparences", Maison des Chartreux, Brussel·les
- 2005: An orchestrated reduction -De Schrijnwerkerij, Geel
- 2006: Betekeningen - Cult. Centrum Hasselt
- 2007: Koldo Mitxelena Kulturunea a Sant Sebastià
- 2008: Orpheus Instituut Gant
- 2009: L'art du livre Maison de la Cult. Tournai